# Oud Limburgs Schuttersfeest

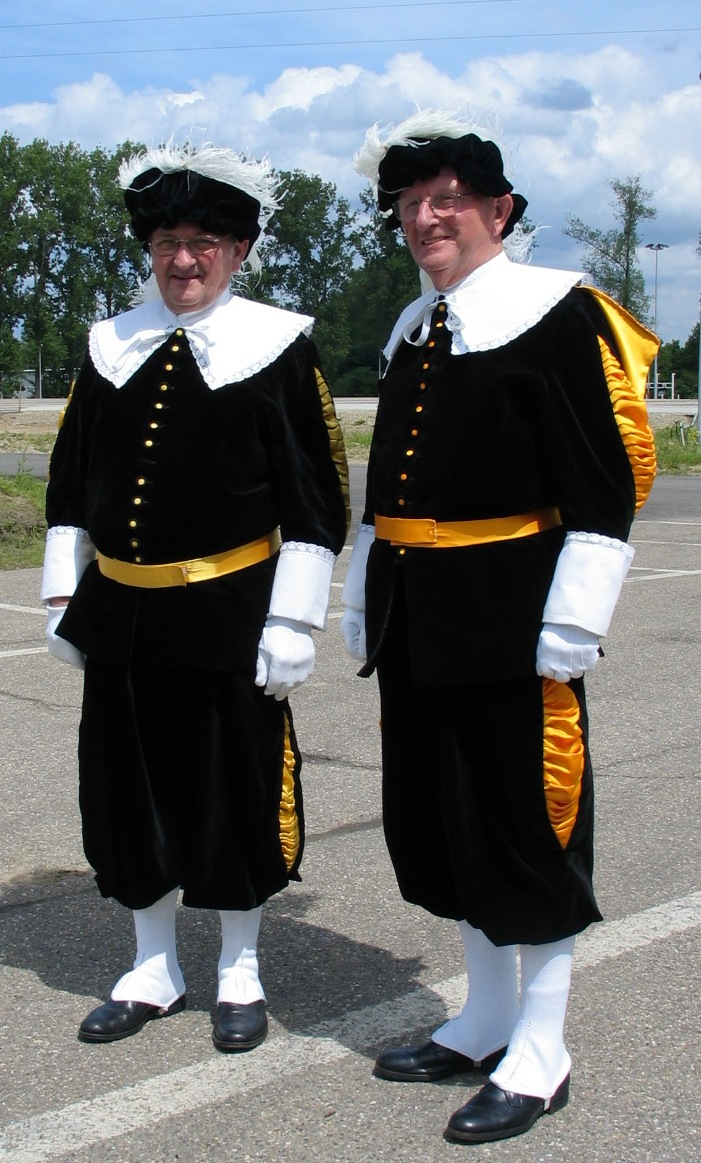
Twee schutters

Het Oud Limburgs Schuttersfeest (OLS), ook wel D'n Auwe Limburger genoemd, is een jaarlijks festijn waarbij vrijwel alle schutterijen uit Belgisch en Nederlands Limburg samenkomen. Het vindt doorgaans plaats op de eerste zondag van juli. Het OLS heeft sinds 2008 de status van nationaal immaterieel cultureel erfgoed in Vlaanderen; in Nederland werd die status in 2014 verworven. Het OLS trekt jaarlijks tienduizenden bezoekers uit binnen- en buitenland en geldt als het grootste volksfeest van de Limburgse cultuur. Sinds 2005 wordt er ook een Kinjer-OLS georganiseerd voor basisscholen.
Schutterij Sint Nicolaas uit Heythuysen heeft zes keer het OLS gewonnen en is daarmee recordhouder. Sint Nicolaas is ook de meest recente winnaar van het OLS in 2024. Alleen de plaatsen Stramproy en Neeritter organiseerden eerder zes keer het OLS, maar dan wel dankzij de winst van verschillende schutterijen.

## Wedstrijden

### Optocht
Het OLS start met een folkloristische optocht van alle schutterijen, met als hoogtepunt het defilé. De schutterijen dragen hun militaire outfit, gilde-uniformen of fantasiekostuums. Allen met bordjesdrager, bielemannen of sappeurs, vendeliers, tambour-maître met drumband, marketentsters, het schutterijvaandel met daarachter de koning met zijn koningin, eventueel een keizerspaar, dan de officieren en ten slotte de spiesen- of geweerdragers (soldaten of fuseliers). Tijdens de optocht worden de schutterijen op verschillende punten beoordeeld door een vakjury, zoals beste defilé en mooiste uniform. Ze zijn bij deze wedstrijden ingedeeld in vijf categorieën: oude exercitie, nieuwe exercitie gewapend, nieuwe exercitie ongewapend, Belgische exercitie en gildenexercitie.

### Overige wedstrijden
Na de optocht vinden nog tal van groeps- en individuele wedstrijden plaats. De trommel-, klaroen- en fluitkorpsen treden uit met een muziekstuk; exercitiepelotons worden getoetst op bekwaamheid; vendeliers tonen hun kunsten, muzieksolisten treden nog eens apart uit; en dan nog de verschillende schoonheidswedstrijden: koningen, koninginnen, keizers, keizerinnen, generaals, hofdames, bielemannen, sappeurs, marketentsters, soetelaarsters en hospitaalsoldaten.

### Wisseltrofee D'n Um

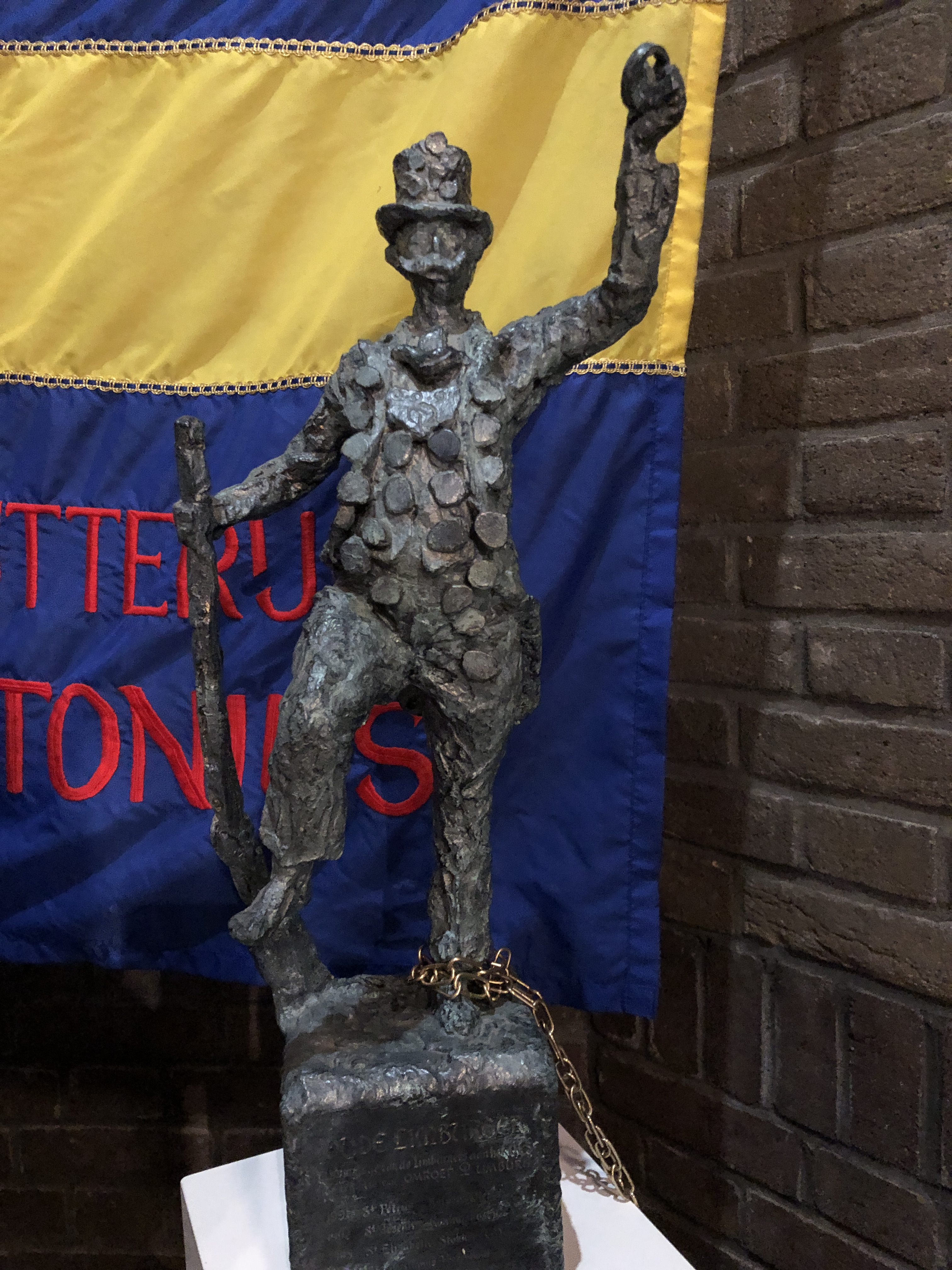
D'n Um in het Limburgs Schutterij Museum

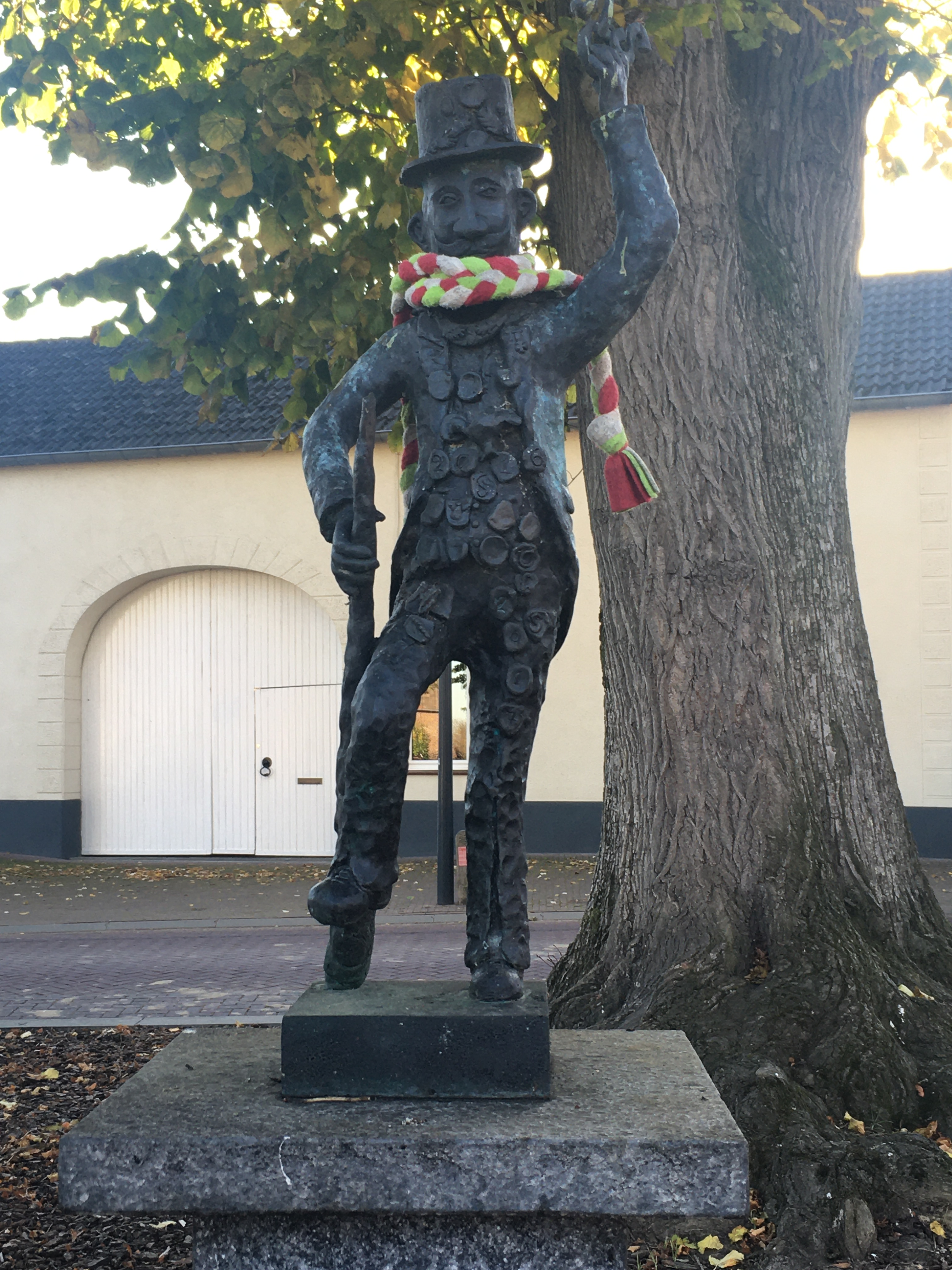
Replica van D'n Um in Merkelbeek

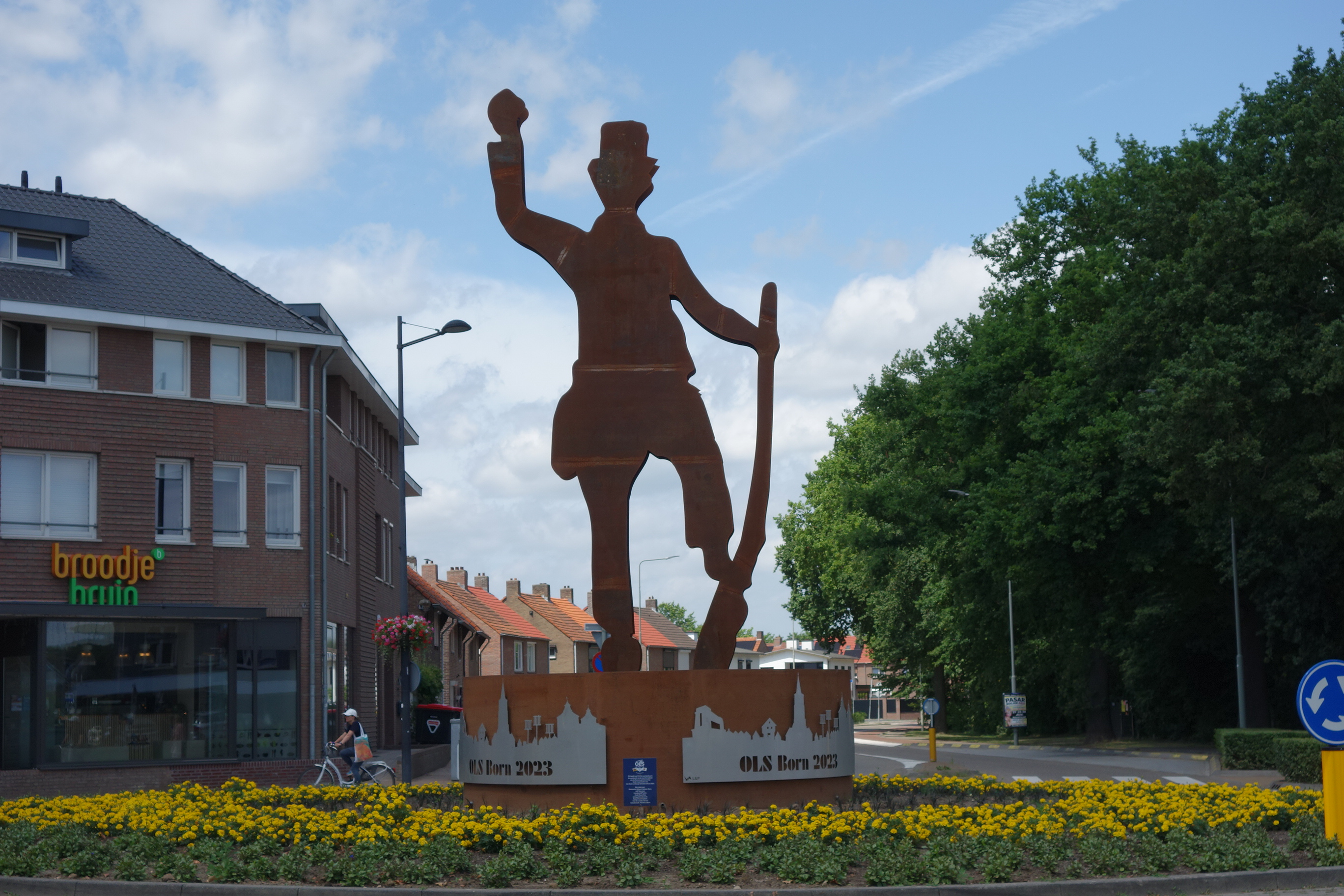
Replica van D'n Um op rotonde in Born

De belangrijkste wedstrijd is de schietwedstrijd, waarbij de schutters houten bolletjes moeten afschieten uit een schietboom. De winnaar van de schietwedstrijden mag het jaar daarop het OLS organiseren en ontvangt de wisseltrofee d'n Um. Deze trofee werd in 1991 bedacht door Alf Poel van Omroep Limburg en gemaakt door Teun Roosenburg; tot die tijd was er geen tastbare prijs aan de winst verbonden. Het stelt een juichende schutterskoning voor, leunend op een schuttersbuks. De naam Um komt van de uitspraak van de winnaars: "vur hubbe um!" (we hebben hem). Een winnende schutterij mag de eerstvolgende vijf jaren bij winst niet het OLS organiseren, ze schieten dan alleen mee voor de eer. Na het OLS 2017 werd in Merkelbeek een replica geplaatst als blijvend aandenken aan dit feest. Tijdens het OLS 2023 stond in Born een grote stalen Um. Dit tijdelijke beeld werd in april 2025 vervangen door een blijvend beeld. Het tijdelijke beeld werd verplaatst naar het gemeentehuis van Leudal in Heythuysen.

### Esprit-prijs
OLS-president Ger Koopmans stelde vanaf 2014 een nieuwe prijs in: de Esprit-prijs, vernoemd naar de mars die gespeeld wordt tijdens de radio-uitzending als een schutterij gemist heeft en tevens verwijzend naar de korpsgeest, Esprit de Corps. Deze stimuleringsprijs bestaat uit vier onderdelen: beleidsplan, solistenwedstrijd, muziekwedstrijd en publieksjury, waarbij onder andere gelet wordt op het aantal en de implementatie van jeugdleden.

## Schieten

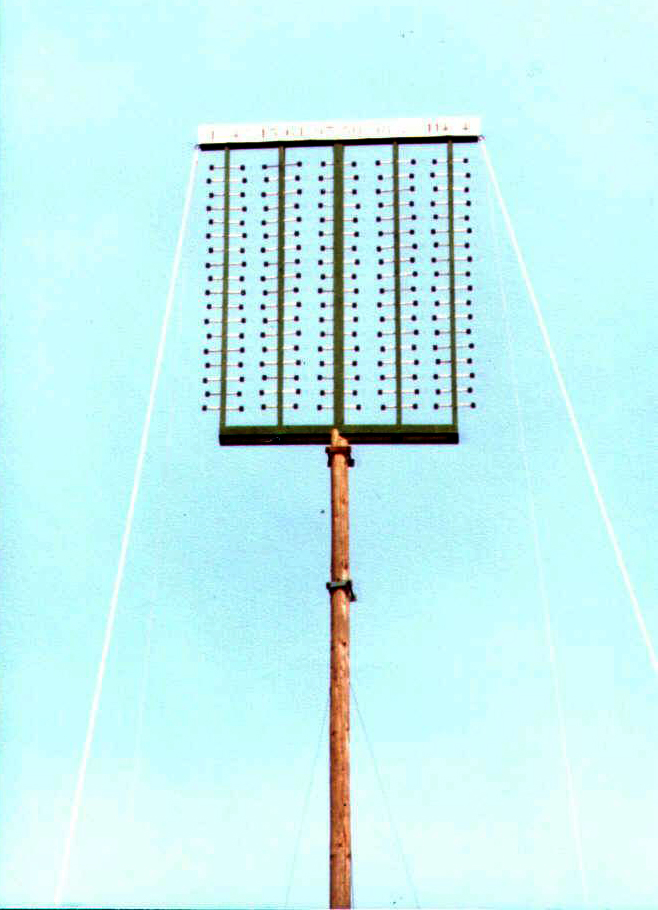
De raek met daarop de bölkes

Er wordt geschoten met een circa 15 kg zware buks, kaliber 12 of 16. De buks wordt opgelegd op een oplegpaal en met zelfgemaakte loden kogels moet men proberen over een afstand van circa 20 meter vierkante blokjes, "bölkes" genaamd, van een stokje af te schieten. Deze blokjes zijn kubusvormig, 15x15x15 mm groot en systematisch gerangschikt op een hark, de zogenaamde "raek", die boven op de schietboom gemonteerd is. Na enkele rondes gaat men over op het schieten op blokjes van 10x10x10 mm om de moeilijkheidsgraad te verhogen. Als de duisternis invalt of als er minder dan 30 schutterijen over zijn, wordt de zaterdag daarop verdergegaan, totdat er een winnaar is. Immers, het zestal dat als laatste of helemaal niet mist, heeft de wedstrijd gewonnen.
Elke schutterij neemt deel aan de schietwedstrijd met zes schutters, niet meer en niet minder. Iedere schutter van dit zestal schiet per ronde drie maal, 18 dus in totaal. In de hark zitten vijf verticale latten. In elke lat steken 18 stokjes, waarop aan weerszijden de bölkes zitten. Een hark bevat dus tien maal 18 bölkes. Voor de schietboom staan twee oplegpalen. Elk zestal gebruikt een oplegpaal en dus een halve hark. Na vijf rondes moeten de latten dus verwisseld worden. Mist iemand van het zestal, dan ligt het hele zestal en dus de hele schutterij uit de race.
In 1906 is het evenement voor de eerste keer onder de naam 'Oud Limburgs Schuttersfeest' georganiseerd. Daarvoor veelal onder de naam 'Groot Internationaal Schuttersfeest'. Bij het 100-jarig jubileum van de naam Oud Limburgs Schuttersfeest in 2006 bezochten koningin Beatrix van Nederland en kroonprins Filip van België het OLS in Stramproy. De reeks voert terug tot 1876 in Kessenich, waarbij voor het eerst de winnende schutterij het volgende feest organiseerde.

## Kinjer-OLS
Vanaf 2005 vindt op de dinsdag voor het OLS een kinderschuttersfeest plaats; het 'Kinjer-OLS'. Jaarlijks doen er zo'n 20 à 30 basisscholen aan mee. Zij worden in de weken vooraf begeleid door een (meestal de plaatselijke) schutterij. De leerlingen van groep 7 en 8 (in België het 5e en 6e leerjaar) maken zelf hun uniformen, leren trommelen en marcheren, verzinnen een 'yell' voor tijdens het defilé en leren schieten met een windbuks. Net als bij de 'echte' schutterijen schieten de beste leerlingen in het zestal bij de schietwedstrijd na de optocht. Tijdens deze optocht wordt o.a. gestreden voor prijzen als Mooiste Bordje, Creatiefste Koningsvogel, Mooiste Vaandel, Creatiefste Commandantensabel en Beste Yell. De eindwinnaar wordt bepaald door de optelling van de prijzen in de optocht en de schietwedstrijd. De eindwinnaar wint  't Ummeke, maar hoeft niet het volgende jaar te organiseren. De organisatie is in handen van de organisator van het 'grote' OLS.

## OLS-federatie
De ongeveer 150 schutterijen die meedoen aan het OLS zijn aangesloten bij de Oud Limburgse Schuttersfederatie, het overkoepelend orgaan voor alle schutterijen en schuttersgilden van beide Limburgen. Voorzitter (OLS-president) hiervan is Anoesjka Koopmans. Zij volgde in 2022 Ger Koopmans op die sinds 2013 OLS-president was. De schutterijen zijn echter niet direct aangesloten bij de federatie, maar zijn lid van een schuttersbond, waarvan de OLS-federatie het overkoepelend orgaan is. De tien aangesloten bonden zijn:
| Naam schuttersbond              | Regio                  | Land      | Aantal |
| ------------------------------- | ---------------------- | --------- | ------ |
| Berg en Dal                     | Zuid-Limburg           | Nederland | 10     |
| RK Zuid-Limburgse Schuttersbond | Zuid-Limburg           | Nederland | 16     |
| St. Gerardus                    | Zuid-Limburg           | Nederland | 21     |
| Eendracht Born-Echt             | Midden en Zuid-Limburg | Nederland | 17     |
| Midden-Limburgse bond           | Midden-Limburg         | Nederland | 20     |
| Juliana                         | Noord-Limburg          | Nederland | 21     |
| Eendracht Maakt Macht           | Weert e.o.             | Nederland | 24     |
| Maas en Kempen                  | Kempen                 | België    | 20     |
| Maasvallei                      | Maasmechelen e.o.      | België    | 4      |
| Lommelse Schuttersgilden        | Lommel-Achel           | België    | 4      |

Het Noord-Brabantse schuttersgilde Sint Nicolaas & Sint Antonius uit Budel is aangesloten bij de bond Eendracht Maakt Macht en dus ook bij de OLS-federatie. Het OLS is echter nog nooit door hen gewonnen en dus nog nooit in Noord-Brabant georganiseerd. Ook zijn er meerdere schutterijen binnen de beide Limburgen die niet aangesloten zijn bij een van de OLS-bonden. De schutterijen uit Kerkrade zijn aangesloten bij een Duitse bond, de schuttersgilden uit Blitterswijk en Gennep bij de Kring Land van Cuyk, de schutterij van Gronsveld is bij geen enkele bond aangesloten en diverse schuttersgilden uit Belgisch Limburg zijn aangesloten bij een Vlaamse bond.
De OLS-federatie zet zich in bij de politiek als belangenorganisatie bij met name wetgeving rond het dragen en gebruiken van vuurwapens.
Binnen de OLS-federatie wordt elk kwartaal het Limburgs Schutterstijdschrift uitgegeven. Ook is er een Limburgs Schutterij Museum in Steyl, dat in 2008 getroffen werd door een hevige brand en enkele jaren later een nieuwe locatie vond in de Sint-Rochuskerk in dezelfde plaats.

### Orde van de Rode Leeuw
In 1979 werd vanuit de OLS-federatie een Christelijke ridderorde opgericht, waarvan de OLS-president de grootmeester is. Deze heet voluit Edele Eed-Broederschap van de Souvereine Orde van de Rode Leeuw van Limburg en de Heilige Sebastianus. Het kapittel (bestuur) van deze orde bestaat naast de grootmeester (voorzitter) uit een groot-prior (geestelijke), zegelbewaarder (secretaris), kanselier en schatbewaarder (penningmeester). De orde kent drie klassen: commandeur, officier en schutbroeder / -zuster (in andere orden ridder genoemd). Tijdens de plechtige investituur, die jaarlijks rond de feestdag van de heilige Sebastianus (20 januari) plaatsvindt, leggen de nieuwe schutbroeders de eed af voor Outer, Haerdt en Troon. Outer staat voor kerk en geestelijke overtuiging, Haerdt voor gezin, familie en maatschappij en Troon voor het wereldlijke gezag. Naast leden van schutterijen die bij de OLS-federatie aangesloten zijn, kunnen ook anderen die zich ingezet hebben voor het schutterswezen opgenomen worden in de orde.
De Orde van de Rode Leeuw kent een Duitse afdeling in Koblenz en ze is gelieerd aan de Franse l'Ordre de Saint Sebastien de France et de Navarre de l'an 825. Binnen de Europese schutterswereld bestaan er verder nog de Nobele Orde van de Papegay sinds 1975 en de Orde van de Heilige Sebastiaan van Europa sinds 1985; van beide orden is Karl Habsburg-Lotharingen beschermheer dan wel grootmeester.

## Plaatsen waar het OLS heeft plaatsgevonden
- 1876 - Kessenich (B) St. Martinus
- 1877 - Neeroeteren (B)
- 1878 - Kessenich (B) St. Martinus
- 1879 - Grevenbicht Heilig Kruis
- 1880 - Haelen St. Anna
- 1881 - Neeroeteren (B)
- 1882 - Neeritter St. Lambertus en St. Remigius
- 1883 - Haelen St. Anna
- 1884 - Buggenum St. Aldegundis
- 1885 - Neer Schutterij van het H. Sacrament
- 1886 - Haelen St. Agatha
- 1887 - Horn St. Martinus
- 1888 - Molenbeersel (B)
- 1889 - Heythuysen St. Nicolaas
- 1890 - Neeritter St. Remigius
- 1891 - Heythuysen St. Nicolaas
- 1892 - Neeritter St. Lambertus en St. Remigius
- 1893 - Stramproy St. Antonius en St. Catharina
- 1894 - Heythuysen St. Nicolaas
- 1895 - Neeritter St. Remigius
- 1896 - Grathem St. Severinus
- 1897 - Beegden St. Sebastianus
- 1898 - Echt St. Petrus en Paulus
- 1899 - Born St. Martinus
- 1900 - Neeritter St. Lambertus en St. Remigius
- 1901 - Born St. Martinus
- 1902 - Heythuysen St. Nicolaas
- 1903 - Nunhem St. Servatius
- 1904 - Haelen St. Anna
- 1905 - Nunhem St. Servatius
- 1906 - Buggenum St. Aldegundis (eerste keer onder de naam OLS)
- 1907 - St-Odiliënberg Prins Hendrik
- 1908 - Melick St. Andreas
- 1909 - Echt St. Landricus
- 1910 - Neer Oranje Schutters
- 1911 - Roermond St. Christoffel
- 1912 - Herkenbosch St. Sebastianus
- 1913 - Horn St. Martinus
- 1914 - Wessem St. Joris
- 1919 - Santfort St. Anna*
- 1920 - St-Odiliënberg Prins Hendrik
- 1921 - Vlodrop St. Martinus
- 1922 - Neer Oranje Schutters
- 1923 - Linne St. Martinus
- 1924 - Tegelen St. Hubertus
- 1925 - Leveroy St. Barbara
- 1926 - Montfort St. Urbanus
- 1927 - Stramproy St. Catharina
- 1928 - Tegelen St. Hubertus
- 1929 - Maalbroek Wilskracht
- 1930 - Obbicht St. Willibrordus
- 1931 - Baarlo St. Antonius
- 1932 - Wessem St. Joris
- 1933 - Baarlo St. Antonius
- 1934 - Montfort St. Urbanus
- 1935 - Wessem St. Joris
- 1936 - Beesel St. Georgius
- 1937 - Krawinkel-Geleen St. Antonius
- 1938 - Neeritter St. Lambertus
- 1939 - Tegelen St. Martinus
- 1947 - Santfort St. Anna*
- 1948 - Wessem St. Joris
- 1949 - Heythuysen St. Nicolaas
- 1950 - Asenray St. Martinus
- 1951 - Horn St. Martinus
- 1952 - Rotem (B) St. Monulphus en Gondulphus
- 1953 - Beesel St. Georgius
- 1954 - Margraten St. Sebastianus
- 1955 - Meijel St. Willibrordus

- 1956 - Oler St. Petrus
- 1957 - Beesel St. Georgius
- 1958 - Oirsbeek St. Lambertus
- 1959 - Boukoul Oranje
- 1960 - Limbricht St. Salvius
- 1961 - Leveroy St. Barbara
- 1962 - Kaulille (B) St. Joris
- 1963 - Leveroy St. Barbara
- 1964 - Limbricht St. Salvius
- 1965 - Tegelen St. Hubertus
- 1966 - Stramproy St. Catharina
- 1967 - Tegelen St. Hubertus
- 1968 - Leveroy St. Barbara
- 1969 - Molenbeersel (B) St. Lambertus
- 1970 - Louwel (B) St. Lambertus
- 1971 - Kinrooi (B) St. Ambrosius
- 1972 - Ubachsberg St. Hubertus
- 1973 - Eys St. Sebastianus
- 1974 - Wijlre St. Maternus
- 1975 - Oirsbeek St. Lambertus
- 1976 - Ool-Herten St. Michaël
- 1977 - Niel-bij-As (B) St. Martinus
- 1978 - Schaesberg St. Hubertus
- 1979 - Voerendaal St. Sebastianus
- 1980 - Ubachsberg St. Hubertus
- 1981 - Dorne (B) St. Sebastiaan
- 1982 - Beesel St. Georgius en St. Sebastianus
- 1983 - Eys St. Sebastianus
- 1984 - Maasmechelen (B) St. Monulphus en Gondulphus
- 1985 - Dieteren St. Stephanus
- 1986 - Stramproy St. Catharina
- 1987 - Kinrooi (B) Kon. St. Martinus
- 1988 - Grote-Brogel (B) St. Sebastiaan
- 1989 - Niel-bij-As (B) St. Martinus
- 1990 - Schaesberg St. Hubertus
- 1991 - Brunssum St. Gregorius de Grote
- 1992 - Kelpen-Oler St. Petrus
- 1993 - Koningsbosch St. Joseph
- 1994 - Stokkem (B) St. Elisabeth
- 1995 - Voerendaal St. Sebastianus
- 1996 - Bocholt (B) St. Laurentius
- 1997 - Kaulille (B) St. Joris
- 1998 - Kinrooi (B) St. Martinus
- 1999 - Reuver St. Barbara
- 2000 - Baarlo St. Antonius en St. Petrus
- 2001 - Boshoven-Weert St. Oda
- 2002 - Ellikom (B) St. Harlindis en St. Relindis
- 2003 - Kessenich (B) St. Martinus
- 2004 - Opglabbeek (B) St. Amandus
- 2005 - Wessem St. Joris
- 2006 - Stramproy St. Catharina
- 2007 - Nederweert St. Antonius
- 2008 - Opoeteren (B) St. Dionysius
- 2009 - Neer St. Sebastianus
- 2010 - Grubbenvorst St. Jan
- 2011 - Stokkem (B) St. Elisabeth
- 2012 - Ellikom (B) St. Harlindis en St. Relindis
- 2013 - Stramproy St. Antonius
- 2014 - Grevenbicht/Papenhoven Eendracht
- 2015 - Maasniel St. Urbanus
- 2016 - Maasmechelen (B) St. Monulphus & Gondulphus
- 2017 - Merkelbeek St. Johannes & St. Clemens
- 2018 - Raam (B) St. Servatius
- 2019 - Sevenum St. Sebastianus
- 2022 - Meijel St. Willibrordus**
- 2023 - Born St. Martinus[14]
- 2024 - Doenrade, Beekdaelen***
- 2025 - Heythuysen, Sint Nicolaas

* Zowel in 1914 als in 1939 werd het OLS gewonnen door (de inmiddels opgeheven) schutterij St. Anna uit Santfort, een buurtschap van Ittervoort. Beide keren organiseerde men het OLS pas na afloop van de oorlog: in 1919 en in 1947.
** Schutterij St. Willibrordus uit Meijel won in 2019 en moest vanwege de coronapandemie de organisatie twee keer uitstellen tot 2022.
*** In 2023 won schutterij St. Antonius uit Nederweert, maar deze gaf in december 2023 de organisatie terug aan de OLS-federatie, zodat het OLS voor het eerst in zijn historie niet door de winnaar georganiseerd werd. De federatie maakte na de kerst bekend dat de negen schutterijen van de gemeente Beekdaelen samen het OLS 2024 organiseren.